# Kevin Braswell
Pour les articles homonymes, voir Braswell.
Kevin Braswell, né le 23 janvier 1979 à Baltimore (Maryland) et mort à Utsunomiya (préfecture de Tochigi, Japon) le 24 février 2025, est un joueur américain de basket-ball. Il occupe durant sa carrière le poste de meneur. Il devient ensuite entraîneur.